# Марина Вайсбанд
Марина Вайсбанд (нім. Marina Weisband; нар. 4 жовтня 1987, Київ) — німецька політична і державна діячка. З 2011 року — головна менеджерка та членкиня ради Піратської партії Німеччини (нім. Piratenpartei Deutschland). За національністю — єврейка.

## Біографічні дані
Марина Вайсбанд народилася в Києві. Батько — Ігор Вайсбанд, мати — Оксана Вайсбанд (Онуфрієнко). 1994 року з батьками мігрувала до Німеччини. В місті Вупперталь закінчила гімназію. У 2006 році вступила на психологічний факультет Вестфальського університету імені Вільгельма в місті Мюнстер. У грудні 2013 року Вайсбанд отримала диплом психологині. Марина Вайсбанд займається мистецтвом, не раз в Німеччині проводила виставки. Є авторкою блогу відомої німецькомовної газети FAZ (Фра́нкфуртер а́льгемайне ца́йтунг).